# Emílio de Vasconcelos Costa
Emílio de Vasconcelos Costa (Sete Lagoas, 20 de março de 1910 — Sete Lagoas, 1957) foi um político brasileiro. Foi deputado estadual em Minas Gerais pelo Partido Social Democrático (PSD) de 1947 a 1951 e de 1951 a 1955.

Antes de se eleger deputado, Emílio de Vasconcelos Costa foi nomeado prefeito de Sete Lagoas em 1942. Sua administração foi marcada por obras como a construção de praças e pontes, a perfuração do primeiro poço artesiano de Sete Lagoas e a instalação da Embrapa na cidade.
Além de político, Emílio de Vasconcelos Costa foi advogado, promotor de justiça e professor. Também atuaram na política seu filho Sérgio Emílio Brant de Vasconcelos Costa, que foi deputado estadual e prefeito de Sete Lagoas, e seu irmão José Antônio de Vasconcelos Costa, que também foi prefeito e deputado federal.